# چاتاک
چاتاک {{ترکی|Çatak، به کردی: Şax، به ارمنی: Շատախ) یک منطقهٔ مسکونی در ترکیه است که در استان وان واقع شده‌است.